# Bohdan Stupka
Bohdan Sylwestrowycz Stupka (ukr. Богдан Сильвестрович Ступка; ur. 27 sierpnia 1941 w Kulikowie, zm. 22 lipca 2012 w Kijowie) – ukraiński aktor teatralny i filmowy, polityk.

## Życiorys
Z wykształcenia teatroznawca. Jako aktor filmowy zadebiutował w 1970 w filmie Biały Ptak z Czarnym Znamieniem w reżyserii Jurija Illenki. Wystąpił również w polskich filmach: w Ogniem i mieczem jako Bohdan Chmielnicki oraz Starej baśni jako Popiel. Był też dyrektorem Teatru Dramatycznego im. Iwana Franki. Zagrał również jedną z głównych ról w filmie Krzysztofa Zanussiego Serce na dłoni. Jedną z jego ostatnich ról filmowych była tytułowa rola w rosyjsko-ukraińskiej produkcji Taras Bulba.
W latach 1999–2001 pełnił funkcję ministra kultury w rządzie Wiktora Juszczenki. W 2002 bez powodzenia kandydował do Rady Najwyższej z listy kijowskiego mera Ołeksandra Omelczenki.
Był żonaty, miał syna Ostapa, również aktora.

## Odznaczenia i wyróżnienia
- Bohater Ukrainy (2011)[3]
- Order Księcia Jarosława Mądrego IV (2010)[4] i V stopnia (2006)[5]
- Order Za Zasługi I (2001)[6] i II stopnia (1999)[7]
- Odznaka Honorowa Prezydenta Ukrainy (1994)[8]
- Krzyż Oficerski Orderu Zasługi Rzeczypospolitej Polskiej (Polska, 2000)[9]
- Order Przyjaźni (Rosja, 2001)[10]
- Order Honoru (Rosja, 2011)[11]
- Państwowa Nagroda im. Tarasa Szewczenki (1993)[12]
- Medal „Zasłużony dla Tolerancji” (2000)
- Ludowy Artysta ZSRR (1991)
- Nagroda Państwowa ZSRR (1980)[13]

## Wybrana filmografia
- 1977: Żołnierze wolności − kapitan Starcew (cz. 2)
- 1980: Od Bugu do Wisły − „Fokusnik”
- 1999: Ogniem i mieczem − Bohdan Zenobi Chmielnicki
- 1999: Wschód-Zachód − pułkownik Bojko
- 2000: Ogniem i mieczem − Bohdan Zenobi Chmielnicki
- 2003: Stara baśń. Kiedy słońce było bogiem − Popiel
- 2004: Stara baśń − Popiel
- 2008: Serce na dłoni − Konstanty
- 2009: Taras Bulba − Taras Bulba